# Walter Scheel
Walter Scheel (født 8. juli 1919 i Solingen, Nordrhein-Westfalen, død 24. august 2016 i Bad Krozingen, Baden-Württemberg) var en tysk politiker fra partiet FDP. Han var Tysklands forbundspræsident fra 1974 til 1979.
Scheel gjorde fra 1939 til 1945 tjeneste i Luftwaffe, til sidst som premierløjtnant. Han var i samme periode medlem af NSDAP, det tyske nazistparti.
Han fungerede som tysk minister for økonomisk samordning og udvikling 1961-1966. Som leder af partiet FDP trak han det ud af Ludwig Erhards koalitionsregering og forårsagede derved regeringens fald.
I 1969 blev han tysk udenrigsminister og vice-kansler i en socialdemokratisk ledet koalitionsregering. Han blev valgt til forbundspræsident i 1974 og fortsatte i embedet indtil 1979.
I perioden 1980-1985 var han formand for Netzwerk Europäische Bewegung Deutschland.